# 欲望バス
『欲望バス』（よくぼうバス）は、望月花梨による日本の漫画作品。

## 概要
気持ちと行動が合致しない思春期の少年少女を描いたオムニバス作品。
通学バスのモノローグという形で始まり、最後もバスのモノローグで語られる。

## あらすじ
欲望バス-25時の天国-
花とゆめ（白泉社） 1995年1号掲載
深夜1時の中学校で密会する2人の男女。誰もいない2人だけの空間。2年前から続くこの習慣。昼間は素知らぬ振りをし夜だけの関係。男を支配していた女は今、男に支配されていた。
欲望バス-Catharsis-
花とゆめ 1995年2号掲載
バス停の脇に立つ1本のろう梅。花が散り1枚の花弁がひらひらと少年の口の中へ。バスを乗り過ごした少年は一人の少女に呼び止められる。彼氏が来るまで一緒に待って欲しいと頼まれる。
欲望バス-地下鉄道-
花とゆめ 1995年3号掲載
地下鉄を降りると去年振られた相手が座っていた。『死にたいと思って』という彼。甚だ迷惑な話だと思ったが地下鉄の構造に思い出し地下道を走る。

## 収録作品
2人の距離
花とゆめ 1992年8号掲載

人形
花とゆめ 1993年11号掲載

ペテン・エンジェル
花とゆめ 1995年15号掲載
学年一、男女の仲が悪いと言われるクラスの学級委員を務める少女。毎週クラスでアンケートを取って、クラスメイトの様子を探っていた。いじめられている少女を励まし、いじめる男子を制し、裏で動き回る。彼女の行動に隠された真意とは……。